# Língua maori
O maori (te reo Māori, pronunciado [maːɔɾi] (escutarⓘ)) é um idioma austronésio, falado pelo povo maori, nativo da Nova Zelândia. Oficial desde 1987, até metade do século XIX era a língua predominante nesse país. Está relacionada com o maori das Ilhas Cook, o taitiano e o tuamotuano.
De acordo com um estudo de 2001 sobre a vitalidade da língua, o número de indivíduos muito fluentes era de 30, ou 9% da população maori. O censo de 2006 revela que cerca de 4% da população neozelandesa (23,7% dos maori) consegue manter uma conversa quotidiana.

## Escrita
A língua maori utiliza o alfabeto latino, com apenas 14 letras: A E I O U H K M N P R T W e "g" (apenas minúsculo) associado ao N em "Ng".
As cinco vogais podem ser curtas ou longas, sendo as longas marcadas pelo mácron sobre as mesmas. O mácron pode ser substituído por trema, circunflexo ou ser grafado como uma vogal dupla. Existem no maori trinta ditongos formados a partir das vogais.
Ian James criou um alfabeto alternativo e próprio para a Língua maori, a escrita Mauí (nome de um herói lendário dos Maoris). A escrita se baseia nos "glifos" Maias e na escrita Rongorongo da Ilha da Páscoa. Trata-se de um silabário fonético que apresenta:
- 3 consoantes básicas para sons K, T, P, que podem ser suaves (quase mudas) e sonoras (fortes); quando "fortes" são, respectivamente, G (ga, gue, etc), D, B..
- 4 caracteres modificadores (fricativo, nasal, "semi", "especial") que alteram os sons para:
  - de K - p/ fricativo - H, "semi" - X (aspirado), "especial" - ?
  - de G - p/ nasal -  Nh (do português), "semi" - J (do alemão)
  - de T - p/ fricativo - S, "semi" - Ch (do português), "especial" - Th (do inglês);
  - de D - p/ fricativo - Z, "nasal" - N, "semi" - R, "especial" Th (do inglês);
  - de P - p/ fricativo - F;
  - de B - p/ fricativo - V, "nasal" - M, "semi" - W.
- 8 Vogais - A, E, I, O, U, E breve, outras duas próprias da língua.
- 8 sinais diversos, pontuação, gramáticos, etc.

## Amostra de texto
Declaração Universal dos Direitos Humanos, Artigo 1°: 
Ko nga tangata katoa i whanau mai he rangatira, he taurite te mana me te mana. Kua whakawhiwhia ki a ratau te whakaaro me te hinengaro, me mahi tetahi ki tetahi i runga i te wairua o te tuakana.
Todos os seres humanos nascem livres e iguais em dignidade e direitos. São dotados de razão e consciência e devem agir em relação uns aos outros com espírito de fraternidade.